# Fadel Brahami
Fadel Mohamed Brahami (Bondy, 27 giugno 1978) è un ex calciatore francese naturalizzato algerino, di ruolo centrocampista.